# پنزر ۱
پانتسرکمپف‌واگن ۱ (آلمانی: [Panzerkampfwagen I] ()، اختصارا: PzKpfw I.، خودروی زرهی رزم ۱) معروف به پانتسر ۱ (آلمانی: [panzer IV] ()) که عموماً تحت عنوان پنزر ۱ شناخته می‌شود، یک تانک سبک آلمانی بود که دهه ۱۹۳۰ طراحی و در ماه‌های اولیه جنگ جهانی دوم به کار گرفته شد. عنوان تدارکاتی این تانک در  نیروی زمینی آلمان Sd.Kfz. 101 (خودروی ویژه شنی‌دار ۱۰۱) بود.

## طراحی و توسعه
پس از جنگ جهانی اول طبق محدودیت‌های پیمان ورسای، آلمان از داشتن و تولید تانک یا هر گونه خودروی رزمی زره‌پوش مشابه منع شده بود. با این حال، این کشور با دور زدن این محدودیت‌ها شروع به کار بر روی تانک‌ها کرد. اواخر دهه ۱۹۲۰ نیروی زمینی آلمان به این نتیجه رسید که بهترین گزینه برای آینده نیروهای زرهی آن یک تانک متوسط ۱۵ تا ۲۰ تنی با ۵ خدمه است. احساس می‌شد تانک‌های سبک کوچک‌تر در زمینه تسلیحات، تعداد خدمه و حفاظت زرهی بسیار محدود هستند. با این وجود در این زمان زیرساخت‌های صنعتی آلمان قادر به تولید مقدار کافی از تانک‌های متوسط نبود. از این رو با تصمیم‌گیری در سطوح بالای نیروی زمینی، قرار به عمل به تمهیدی موقت شد. سال ۱۹۳۲ نیروی زمینی آلمان خواهان طراحی یک تانک ساده و ارزان با وزنی حدود ۵ تن گردید. کروپ، هنشل، دایملر-بنتس و چند شرکت دیگر طرح‌های پیشنهادی خود را ارائه نمودند که پس از صورت گرفتن بررسی‌های دقیق توسط وزارت دفاع آلمان و آزمایش‌هایی در کومرسدورف، طرح کروپ مورد پذیرش نیروی زمینی قرار گرفت. ماه مارس سال ۱۹۳۳ شرکت کروپ قراردادی جهت توسعه یک تانک سبک دریافت نمود. جهت نشر تجربه تولید تا جای ممکن و گسترش تولیدات آینده، پنج شرکت دیگر نیز هر یک قراداد تولید دو پیش‌نمونه از این تانک سبک دریافت کردند. این قراردادها در نهایت به طراحی پنزر ۱ منجر شد. این تانک هیچگاه به عنوان یک زره‌پوش رزمی طراحی نشد و تنها هدف از آن آشنا کردن صنعت آلمان با خودروهای شنی‌دار و آموزش خدمه نیروهای زرهی بود.
ماه ژوئیه سال ۱۹۳۳ درخواست تولید ۱۳۵ شاسی زرهی با اسم رمز «تراکتور کشاورزی» به شرکت کروپ ارائه گردید. از این عنوان پوششی در کنار عنوان اختصاصی لنتس‌ورک کروپ آ شرکت، تا سال ۱۹۳۸ استفاده شد. دایملر-بنتس مسئول تولید سازه فوقانی و برجک بود. با شرکت هنشل قراردادی بابت مسائل تولیدی این تانک منعقد گشت. بدین ترتیب هنشل مسئول هماهنگ‌سازی منابع مختلف مورد نیاز در تولید شد. سه پیش‌نمونه نخست اواخر سال ۱۹۳۳ توسط هنشل تولید و اوایل ماه فوریه سال ۱۹۳۴ آزمایش گردید. پانزده دستگاه نخست بین ماه‌های فوریه تا آوریل سال ۱۹۳۴ بدون برجک و سازه فوقانی تولید و برای آموزش راننده و رزمایش‌های تاکتیکی میدانی به‌کارگرفته شدند. هنشل تولید آهسته نخستین مدل تحت عنوان پنزر ۱آ را از ماه ژوئیه سال ۱۹۳۴ آغاز کرد.

## مدل‌ها

### مدل آ

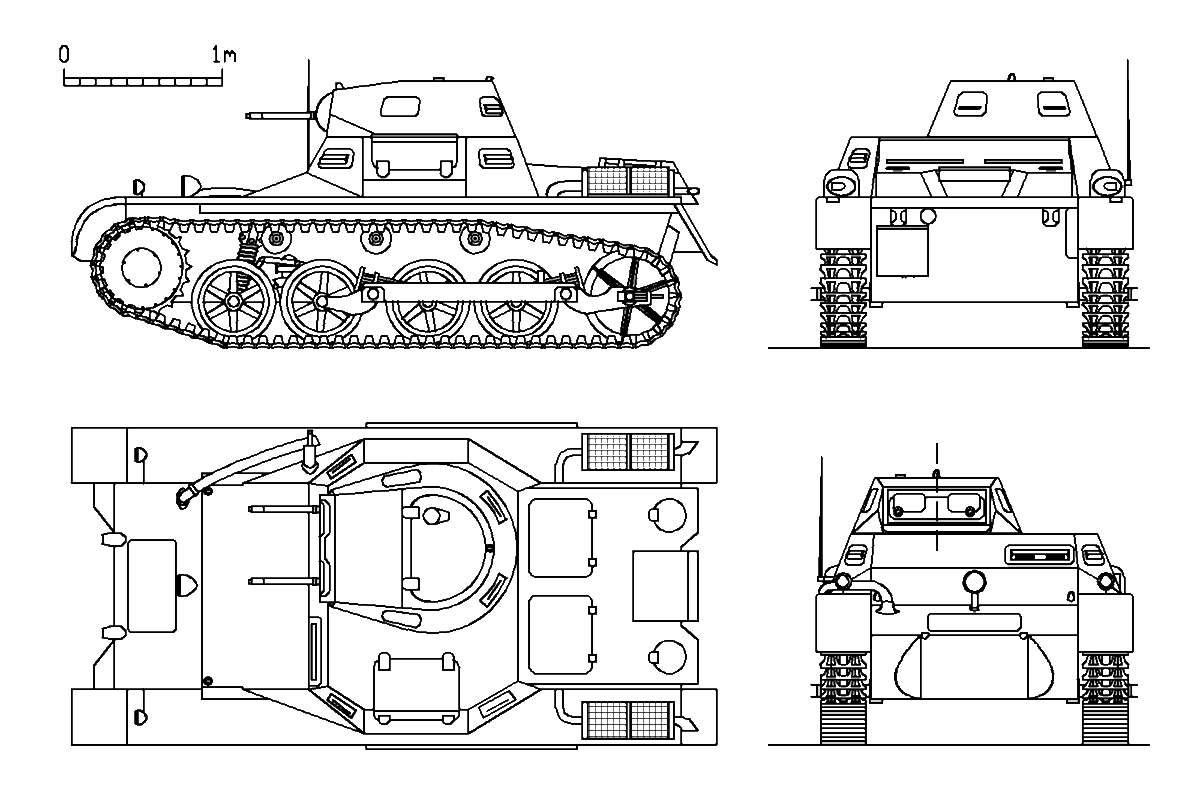
طرح مدل آ

همان‌طور که از یک خودروی صرفاً آموزشی انتظار می‌رفت، طراحی پنزر ۱ بسیار ساده بود. نمونه بدون برجک و سازه فوقانی وزنی بالغ بر ۳٫۵ داشت. با افزوده شدن این موارد و همچنین تسلیحات، وزن پنزر ۱آ به ۵٫۴ تن رسید. زره این مدل تنها ۱۳ میلی‌متر بود. این زره تنها در مقابل تسلیحات سبک از دو خدمه (فرمانده و راننده) تانک محافظت می‌نمود. راننده در سمت چپ قسمت جلوی تانک می‌نشست و با دو پدال که هر کدام یکی از شنی‌ها را به حرکت درمی‌آورد، آن را می‌راند. داشبورد راننده شامل نشان‌گر دمای روغن، دور موتور و سرعت‌سنج می‌شد. فرمانده که نقش تیربارچی را نیز داشت، در جایگاهی آویزان از برجک که با آن به چرخش درمی‌آمد، می‌نشست. خدمه از طریق یک لوله صوتی با یکدیگر ارتباط برقرار می‌کردند. اتاقک خدمه پشت زره زاویه‌دار جلویی در قسمت مرکز تانک بود. یک دریچه در قسمت بالایی سمت چپ سازه فوقانی برای دستری راحت‌تر وجود داشت. تسلیحات تانک شامل دو مسلسل ام‌گه ۱۳ کالیبر ۷٫۹۲ میلی‌متری هم‌محور در کنار یکدیگر در یک برجک کوچک می‌شد. هر مسلسل قابلیت شلیک مستقل داشت. مسلسل چپ با ماشه‌ای بر روی چرخ دستی بالابر در سمت چپ فرمانده و مسلسل راست با ماشه‌ای بر روی چرخ دستی چرخش برجک در سمت راست او عمل می‌کرد. برجک به صورت دستی قابلیت چرخش دور تا دور داشت و تسلیحات بین حداکثر درجه‌های ۱۸+ و ۱۲- بالا و پایین می‌شدند. مهمات در گیره‌های ۲۵ تایی درون تانک ذخیره می‌شد و شامل یک جعبه با هشت گیره در برجک و چهار جعبه با شش، هشت، نوزده و بیست گیره در بدنه با مجموعاً حداکثر ۱۵۲۵ فشنگ بود. چند لوله یدکی نیز برای مسلسل‌ها درون تانک وجود داشت. برجک مقداری به سمت راست بدنه قرار داشت؛ این مسئله امکان دسترسی راننده به دریچه سمت چپ و سقف بدنه را فراهم می‌آورد. پنج درگاه دید در بدنه و شش درگاه دید در برجک برای خدمه تعبیه شده بود. دو درگاه دید در جلوی برجک، در کنار تسلیحات، بود. یک ابراز دید مدل سایس اِراِف‌سِت ۲ با قدرت بزرگ‌نمایی ۲.۵ برابر بین دو مسلسل قرار داشت. سقف برجک یک دریچه نیمه‌دایره‌ای داشت که رو به جلو باز می‌شد و مخصوص فرمانده بود.
مدل آ نیروی خود را از یک موتور چهار سیلندر بنزینی ام۳۰۵ کروپ خنک‌شونده با هوا با توان ۵۷ اسب بخار می‌گرفت و می‌توانست تا برد ۲۰۰ کیلومتر در جاده و ۱۴۵ کیلومتر در خارج از جاده و حداکثر سرعت ۵۰ کیلومتر بر ساعت در جاده و ۳۷ کیلومتر بر ساعت در خارج از جاده برسد. این موتور که در قسمت پشتی تانک قرار داشت، در هر ۱۰۰ کیلومتر حدوداً ۱۰۰ لیتر بنزین مصرف می‌کرد. سوخت در دو محفظه با مجموع ظرفیت ۱۴۴ لیتر در بالا پشت سر راننده دخیره می‌شد. در سامانه انتقال قدرت، میل کاردان با عبور از کلاچ خشک دو صفحه‌ای از موتور به جعبه دنده با یک دنده عقب و پنج دنده جلو، می‌رفت و از آن‌جا به چرخ‌های زنجیر در جلو وصل می‌شد. حداکثر سرعت توصیه‌شده ۵ کیلومتر بر ساعت در دنده یک، ۱۱ کیلومتر بر ساعت در دنده دو، ۲۰ کیلومتر بر ساعت در دنده سه، ۳۲ کیلومتر بر ساعت در دنده چهار و ۴۲ کیلومتر بر ساعت در دنده پنج بود. در پنزر ۱ ترمز دستی نصب نشده بود. در طراحی اولیه تهویه وجود نداشت و این موضوع باعث گرم شدن بیش از حد موتور تانک می‌شد. از این رو جهت کاهش مشکل، یک آفتاب‌گیر هواکش به سقف پشت بدنه و دو هواکش به پشت بدنه افزوده شد.
سامانه تعلیق در طرح کروپ نمونه‌برداری از تانک سبک کوچک بریتانیایی لیوید ۴ بود. این سامانه در هر طرف شامل یک میله متصل به دو هزارچرخ هر یک با دو چرخ جاده بر روی فنرهای ربع بیضوی تخت می‌شد. چرخ پیشین جاده تعلیقِ فنر پیچشی نیز داشت. این سامانه با دو تیر بیرونی تقویت شده بود. سه چرخ در هر طرف حالت قسمت بالای شنی را حفظ می‌کردند. چرخ زنجیر در جلو و هرزگرد در عقب تانک بود. با جلو و عقب کردن هرزگرد تنش شنی تنظیم می‌شد. هرزگرد که از چهار چرخ جاده دیگر بزرگ‌تر بود، بر سطح زمین قرار می‌گرفت و به عنوان پنجمین چرخ جاده عمل می‌کرد. شنی مفصل‌بندی‌شده ۶۴ حلقه داشت.
این تانک تنها به گیرنده مجهز بود و فرستنده‌ها در خودروهای ویژه فرماندهی نصب می‌شد.

### مدل ب
به جهت توان بسیار پایین در حرکت خارج از جاده و همچنین گرم شدن بیش از حد موتور خنک‌شونده با هوای کروپ در هنگام سرعت ممتد بالا در خارج از جاده، تصمیم به استفاده از موتور بزرگ‌تر و قدرتمندتر شش سیلندر خنک‌شونده با مایعات ان‌ال ۳۸ تی‌اِر مایباخ و سامانه تعلیق بهبودیافته گرفته شد. برای باز شدن جا برای این موتور بزرگ‌تر، محفظه موتور به سمت عقب کشیده‌تر شد. از این رو نمونه جدید موسوم به مدل ب دارای شاسی طولانی‌تر، یک چرخ جاده و یک چرخ در بالای شنی بیشتر بود. هرزگرد بالاتر کشیده شد تا دیگر به عنوان چرخ جاده استفاده نشود. سقف پشت بدنه با سایه‌بان‌های هواکش به گونه‌ای مناسب تهویه موتور جدید و رادیاتور آن، باز طراحی شد. پس از این تغییر تمامی تانک‌های آلمانی از انواع مختلف موتورهای مایباخ خنک‌شونده با مایعات استفاده نمودند.

### مدل خودروی فرماندهی (Sd.Kfz. 265)
چند خودروی فرماندهی با تغییراتی در مدل آ جهت فراهم آوردن فضا برای یک دستگاه فرستنده و یک بیسیم‌چی، تولید شدند. مدل تولیدی خودروی فرماندهی بر پایه شاسی طولانی‌تر مدل ب بود. در این مدل اندازه سازه فوقانی با افزایش ارتفاع اطراف آن بیشتر شد. دستگاه‌های فرستنده و گیرنده درون این سازه فوقانی قرار داشت. تسلیحات شامل یک مسلسل در سقف سازه فوقانی می‌شد. این مسلسل بعداً با یک کلاهک ثابت با دید تمام‌جهت جایگزین گشت. بعد از نبرد لهستان زره ۱۵ میلی‌متری به جلوی بدنه، سازه فوقانی و کلاهک افزوده شد.

### مدل سی

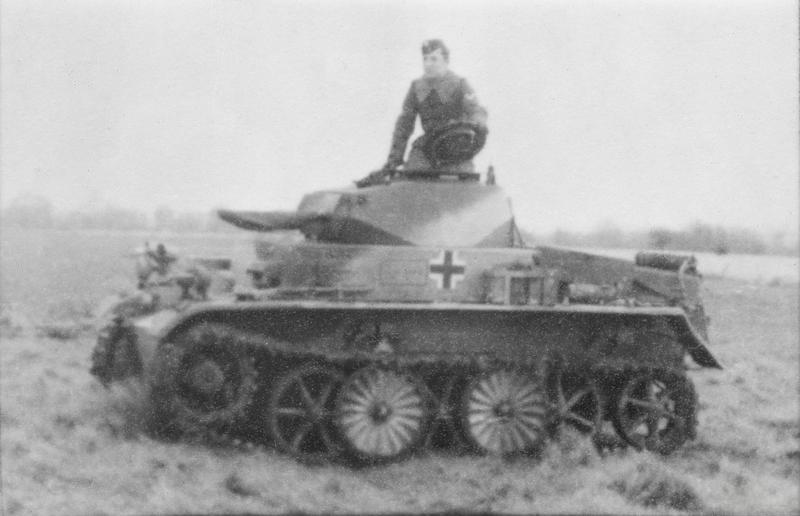
پنزر ۱ مدل سی

ماه سپتامبر سال ۱۹۳۹ تصمیم بر توسعه طرح به عنوان یک خودروی رزمی سبک شد که می‌توانست نقش شناسایی را اجرا و از عملیات هوابرد پشتیبانی کند. این کار مشترکاً توسط کراوس‌مافای و دایملر-بنتس صورت گرفت و نتیجه آن مدل سی بود. این مدل یک توپ خودکار ۲ سانتی‌متری و یک مسلسل هم‌محور به عنوان تسلیحات و سامانه تعلیق با پنج چرخ هم‌پوشان داشت و توان خود را از یک موتور ۱۵۰ اسب بخار مایباخ می‌گرفت. مدل سی هیچگاه از مرحله پیش‌نمونه فرا تر نرفت.

### مدل دی
بین ماه‌های ژوئیه و دسامبر سال ۱۹۴۲ مجموعاً ۴۰ دستگاه از مدل دی تولید و به‌کارگرفته شد.

### مدل اف

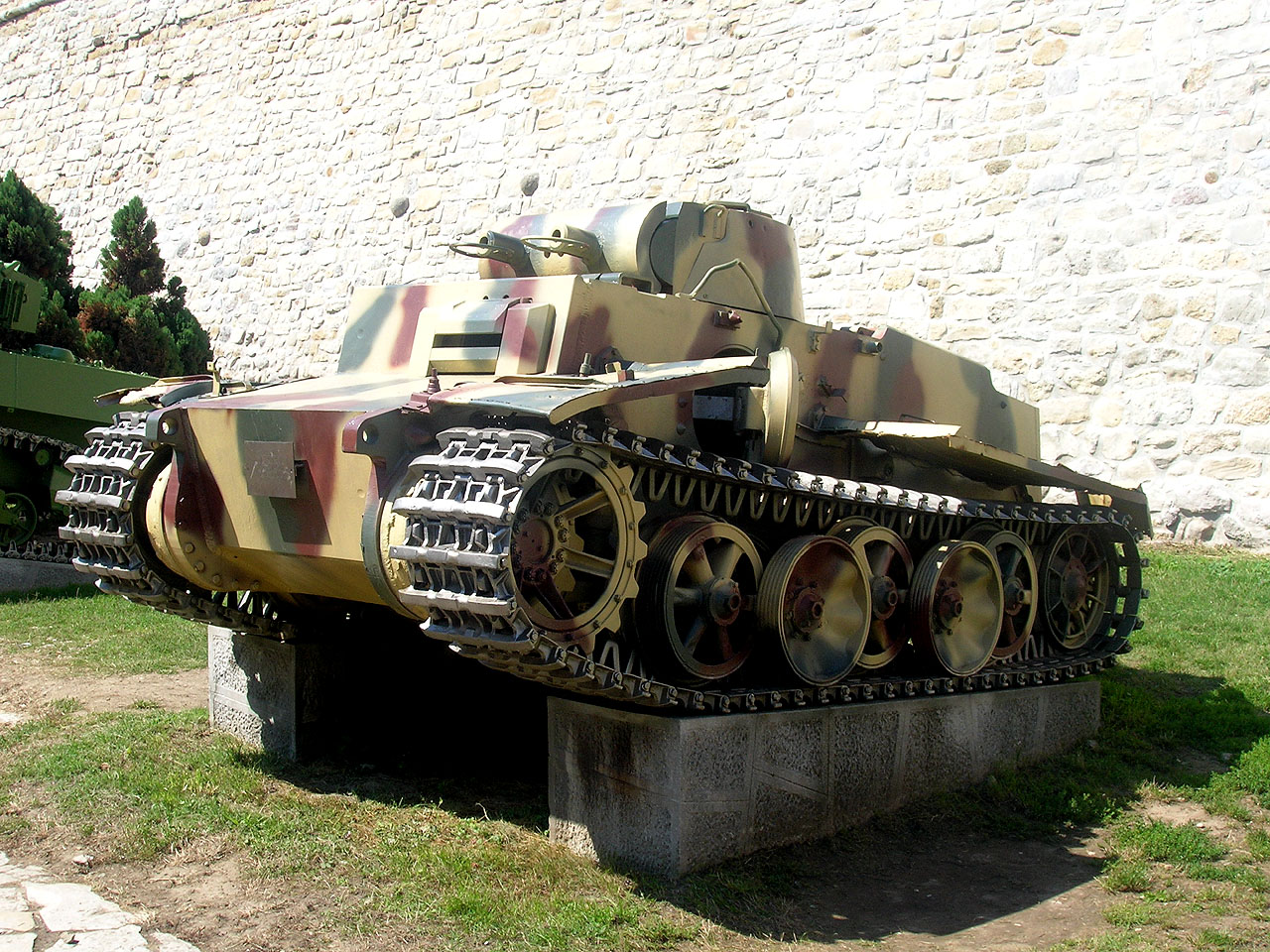
پنزر ۱ مدل اف

تولید پنزر ۱ در سال ۱۹۳۷ به پایان رسید. ماه دسامبر سال ۱۹۳۹ در یک باز طراحی عجیب سفارش تولید ۳۰ دستگاه پنزر ۱ با زره سنگین ارائه گشت. هدف از آن استفاده در پشتیبانی از پیاده‌نظام بود. کار توسعه این مدل نیز توسط کراوس‌مافای و دایملر-بنتس انجام شد که برای آن از شاسی و موتور مشابه مدل سی استفاده کردند. تسلیحات شامل دو مسلسل ام‌گه ۳۸ در کنار هم می‌شد. این مدل تحت عنوان پنزر ۱اف زره پیشین ۸۰ میلی‌متری و سیستم تعلیقی کاملاً بازطراحی‌شده جهت تحمل وزن ۲۱ تنی داشت. حداکثر سرعت به ۲۴ کیلومتر بر ساعت می‌رسید که برای نقش پشتیبانی از پیاده‌نظام کاملاً کافی بود. این مدل از ماه ژوئن سال ۱۹۴۰ وارد خدمت شد.

### مدل‌های دیگر
بعدها برخی تولیدات به توپ‌های خودکششی ۴۷ و ۱۵۰ میلی‌متر تبدیل شدند که تا حدودی به موفقیت دست یافتند. تا سال ۱۹۴۳ بیشتر تانک‌های باقیمانده با جوش زدن یک جعبه فولادی به جای برجک به حمل‌کننده مهمات بدل گشتند. از تعدادی از شاسی‌های مدل ب در یگان‌های بازیابی و تعمیر به عنوان کِشَنده استفاده شد. یک پیش‌نمونه نیز از گونه‌ای با عنوان لادونس‌لِگِر ۱ با دو بازوی تلسکوپی نصب‌شده بر روی سازه روی موتور مدل ب، برای کار گذاشتن ماده انفجاری اواخر سال ۱۹۴۰ پدید آمد که می‌توانست با باز شدن بازوها ماده منفجره ۷۵ کیلوگرمی را روی سقف پناهگاه‌ها یا استحکامات مشابه دیگر بگذارد. به هر صورت این ایده چندان پیگری نشد.

## تولیدات
تولید این تانک‌ها تنها در شرکت‌های بزرگ صورت گرفت چون خط تولید شرکت‌های کوچک قادر به انطباق خود با تغییرات مکرر نیازها نبودند. پنزر ۱آ نخستین تانک آلمانی بود که وارد خط تولید انبوه شد. سفارش اولیه ۱۳۵ دستگاه از کروپ، به سرعت با سفارش‌هایی برای ۴۵۰ دستگاه دیگر در ماه ژانویه سال ۱۹۳۴ گسترش یافت. نخستین دستگاه کامل پنزر ۱آ ماه سپتامبر سال ۱۹۳۴ تکمیل شد. تا ماه ژوئیه سال ۱۹۳۵ فرماندهی نیروهای موتوریزه ۴۷۵ دستگاه دریافت کرد.
| سال   | بدنه | اتاقک | برجک |
| ----- | ---- | ----- | ---- |
| ۱۹۳۳  | ۳۱   | -     | -    |
| ۱۹۳۴  | ۳۳۷  | ۵۴    | ۵۴   |
| ۱۹۳۵  | ۸۱۱  | ۸۵۱   | ۸۵۱  |
| ۱۹۳۶  | ۵۷۴  | ۵۶۵   | ۵۵۷  |
| ۱۹۳۷  | ۱۱۴  | ۲۵۵   | ۳۱   |
| ۱۹۳۸  | -    | ۲۲    | -    |
| مجموع | ۱۸۶۷ | ۱۷۴۷  | ۱۴۹۳ |

| مدل                  | دوره                    | تعداد                          |
| -------------------- | ----------------------- | ------------------------------ |
| آ (بدون سازه فوقانی) | فوریه تا آوریل ۱۹۳۴     | ۱۵                             |
| آ                    | ژوئیه ۱۹۳۴ تا ژوئن ۱۹۳۶ | ۸۱۸                            |
| ب                    | اوت ۱۹۳۵ تا ژوئن ۱۹۳۷   | ۶۷۵                            |
| ب (بدون سازه فوقانی) | ۱۹۳۶ تا نوامبر ۱۹۳۸     | ۱۶۴                            |
| خودروی فرماندهی      | ۱۹۳۵ تا ۱۹۳۷            | ۶ (شاسی مدل آ)۱۸۴ (شاسی مدل ب) |
| سی                   | ژوئیه تا دسامبر ۱۹۴۲    | ۴۰                             |
| اف                   | آوریل تا دسامبر ۱۹۴۲    | ۳۰                             |
| مجموع                | مجموع                   | ۱۹۳۲(۱۷۹ بدون سازه فوقانی)     |

## تاریخچه عملیاتی

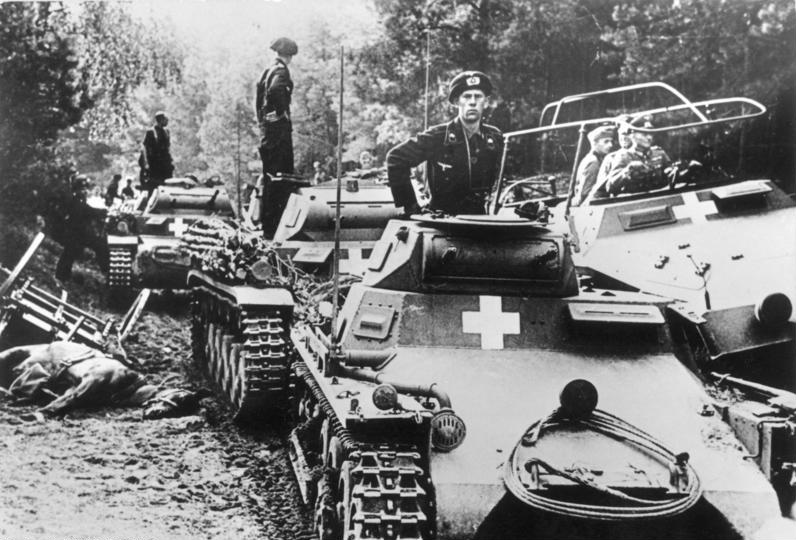
پنزر ۱ در نبرد لهستان، ۳ سپتامبر ۱۹۳۹

بهار سال ۱۹۳۴ تانک‌های بدون برجک آموزشی در اختیار نخستین دو هنگ زرهی فرماندهی نیروهای موتوریزه در تسوسن و اوردروف قرار گرفت تا نیروها تجربه‌ای از به‌کارگیری خودروهای زره‌پوش تمام‌شنی به دست آورند. پنزر ۱ برای نخستین بار در کنگره حزب رایش در نورنبرگ در سال ۱۹۳۵ به نمایش عموم گذاشته شد. مدل ب از سال ۱۹۳۵ تا سال ۱۹۴۰ در تمامی یگان‌های زرهی به‌کارگرفته شد. از تانک‌های این مدل به عنوان خودروی زرهی فرماندهان گروهان‌ها و گردان‌ها در یگان‌های ضد تانک استفاده می‌گردید. خودروهای فرماندهی بر پایه تانک پنزر ۱ به قرارگاه گروهان‌ها، گردان‌ها، هنگ‌ها و تیپ‌های زرهی، گردان‌های مخابرات و آتشبارهای دیدبانی هنگ‌های توپخانه لشکرهای زرهی داده می‌شد. تانک‌های بدون سازه فوقانی و برجک تولید شده تا سال ۱۹۴۱ به دسته‌های تعمیر و نگهداری گروهان‌های زرهی تعلق گرفتند.
آلمان ۳۲ دستگاه از تانک پنزر ۱آ و یک خودروی فرماندهی را ماه اکتبر سال ۱۹۳۶ جهت مشارکت در جنگ داخلی اسپانیا به این کشور اعزام کرد. در مجموع ۷۵ دستگاه پنزر ۱ آ و ب و چهار خودروی فرماندهی به اسپانیا ارسال گشتند. این تانک‌ها در میدان‌های نبرد کاربرد اندکی داشتند و تنها از فاصله نزدیک می‌توانستند با تانک‌های دشمن درگیر شوند. به هر صورت تجربه کاربرد میدانی پنزر ۱ در اسپانیا در شکل‌گیری قوای زرهی ورماخت و نحوه عملیات‌های آتی آن نقش مفیدی داشت.
با توجه به این که یگان‌های زرهی جدید با نیروهای یگان‌های پیشین شکل می‌گرفتند و این نیروها تانک‌های خود را به عنوان وسیله آموزشی با خود می‌بردند، تا پیش از آغاز جنگ جهانی دوم تانک‌های پنزر ۱ بین تمامی یگان‌های زرهی آلمان پخش شدند. پنزر ۱ با زره نازک و خلاصه شدن تسلیحات آن به دو مسلسل هنگام آغاز جنگ جهانی دوم در ماه سپتامبر سال ۱۹۳۹ منسوخ به حساب می‌آمد اما با توجه به نبود جایگزین برای یک سال دیگر در خط مقدم مورد استفاده قرار گرفت. از این تانک‌ها در سال‌های ۱۹۳۹ و ۱۹۴۰، نبرد لهستان، نبرد فرانسه و تهاجم به دانمارک و نروژ به شکل گسترده استفاده شد. در جریان کارزار لهستان پنزر ۱ تانک اصلی زرادخانه نیروی زمینی آلمان بود و قریب به ۴۰ درصد از تانک‌های موجود در آن را تشکیل می‌داد. با وجود تحت شعاع قرار گرفتن نام آن توسط تانک‌های قدرتمندتر و جدیدتری همچون پنزر ۴، پنزر ۱ نقش مهمی در پیروزی‌های اولیه آلمان در جنگ ایفا نمود.
تانک‌های پنزر ۱آ از اواخر سال ۱۹۴۰ تا سال ۱۹۴۱ از یگان‌های مناطق رزمی اصلی عقب کشیده شدند. آخرین خدمت رزمی این تانک در سال ۱۹۴۱ در فنلاند و شمال آفریقا انجام گرفت. مدل ب از جمله خودروهای فرماندهی از نیمه دوم سال ۱۹۴۰ تا اوایل سال ۱۹۴۱ از خدمت خارج شد. خودروهای فرماندهی تا اواخر سال ۱۹۴۲ تنها در قرارگاه‌های بالایی باقی ماندند. تانک‌های بدون سازه فوقانی کوچک‌تر از آن بودند که دیگر در یگان‌های تعمیرات به عنوان خودروی بازیابی استفاده شوند. از سال ۱۹۴۰ از این نوع زره‌پوش‌ها غالباً به عنوان خودروی آموزشی بهره برده می‌شد. هنگام آغاز عملیات بارباروسا، تهاجم آلمان به شوروی، تنها ۷۶ دستگاه تانک پنزر ۱ب در هنگ‌های زرهی باقی مانده بود.

## کاربران
- آلمان
- اسپانیا - تا سال ۱۹۵۴[۳۲]

## مشخصات فنی
| مدل                                   | مدل                                   | مدل                                   | مدل                                   | آ                          | ب                          | خودروی فرماندهی             | سی                                        | اف                         |
| ------------------------------------- | ------------------------------------- | ------------------------------------- | ------------------------------------- | -------------------------- | -------------------------- | --------------------------- | ----------------------------------------- | -------------------------- |
| خدمه (نفر)                            | خدمه (نفر)                            | خدمه (نفر)                            | خدمه (نفر)                            | ۲                          | ۲                          | ۳                           | ۲                                         | ۲                          |
| وزن (تن)                              | وزن (تن)                              | وزن (تن)                              | وزن (تن)                              | ۵٫۴                        | ۵٫۸                        | ۵٫۹                         | ۸                                         | ۲۱                         |
| طول (سانتی‌متر)                        | طول (سانتی‌متر)                        | طول (سانتی‌متر)                        | طول (سانتی‌متر)                        | ۴۰۲                        | ۴۴۲                        | ۴۴۲                         | ۴۱۹                                       | ۴۳۸                        |
| عرض (سانتی‌متر)                        | عرض (سانتی‌متر)                        | عرض (سانتی‌متر)                        | عرض (سانتی‌متر)                        | ۲۰۶                        | ۲۰۶                        | ۲۰۶                         | ۱۹۲                                       | ۲۶۴                        |
| ارتفاع (سانتی‌متر)                     | ارتفاع (سانتی‌متر)                     | ارتفاع (سانتی‌متر)                     | ارتفاع (سانتی‌متر)                     | ۱۷۲                        | ۱۷۲                        | ۱۹۹                         | ۱۹۴                                       | ۲۰۵                        |
| حداکثر سرعت (کیلومتر بر ساعت)         | حداکثر سرعت (کیلومتر بر ساعت)         | حداکثر سرعت (کیلومتر بر ساعت)         | حداکثر سرعت (کیلومتر بر ساعت)         | ۳۷                         | ۴۰                         | ۴۰                          | ۷۹                                        | ۲۵                         |
| حداکثر عمق گذر از آب (سانتی‌متر)       | حداکثر عمق گذر از آب (سانتی‌متر)       | حداکثر عمق گذر از آب (سانتی‌متر)       | حداکثر عمق گذر از آب (سانتی‌متر)       | ۷۰                         | ۷۰                         |                             |                                           |                            |
| تسلیحات                               | تسلیحات                               | تسلیحات                               | تسلیحات                               | ۲ × مسلسل ام‌گه ۱۳          | ۲ × مسلسل ام‌گه ۱۳          | یک مسلسل ام‌گه ۳۴ یا ام‌گه ۱۳ | ۱ × توپ نیمه‌خودکار EW141۱ × مسلسل ام‌گه ۳۴ | ۲ × مسلسل ام‌گه ۳۴          |
| مهمات (فشنگ)                          | مهمات (فشنگ)                          | مهمات (فشنگ)                          | مهمات (فشنگ)                          | ۲۲۵۰                       | ۲۲۵۰                       | ۹۰۰                         |                                           |                            |
| زاویه پایین و بالا شدن تسلیحات (درجه) | زاویه پایین و بالا شدن تسلیحات (درجه) | زاویه پایین و بالا شدن تسلیحات (درجه) | زاویه پایین و بالا شدن تسلیحات (درجه) | ۱۸+/۱۲-                    | ۱۸+/۱۲-                    | بدون برجک                   | ۲۰+/۱۰-                                   | ۲۰+/۱۰-                    |
| برد (کیلومتر)                         | برد (کیلومتر)                         | برد (کیلومتر)                         | برد (کیلومتر)                         | ۱۴۵                        | ۱۷۰                        | ۱۷۰                         | ۳۰۰                                       | ۱۵۰                        |
| نیرومحرکه                             | نیرومحرکه                             | نیرومحرکه                             | نیرومحرکه                             | کروپ ام۳۰۵                 | Maybach NL38TR             | Maybach NL38TR              | Maybach HL45P                             | Maybach HL45P              |
| زره                                   | برجک (درجه/میلی‌متر)                   | برجک (درجه/میلی‌متر)                   | جلو                                   | ۱۳/۱۰°                     | ۱۳/۱۰°                     | بدون برجک                   | ۳۰/۱۳°                                    | ۸۰/۰°                      |
| زره                                   | اطراف                                 | ۱۳/۲۲°                                | ۱۳/۲۲°                                | ۲۰/۲۴°                     | ۵۰/۱۰°                     | بدون برجک                   |                                           |                            |
| زره                                   | پشت                                   | ۱۳/۲۲°                                | ۱۳/۲۲°                                | ۲۰/۶٫۵°                    | ۵۰/۱۰°                     | بدون برجک                   |                                           |                            |
| زره                                   | سقف                                   | ۸/۸۲°                                 | ۸/۸۲°                                 | ۱۰/۸۰°                     | ۲۵/۹۰°                     | بدون برجک                   |                                           |                            |
| زره                                   | بدنه(درجه/میلی‌متر)                    | سازه فوقانی                           | جلو                                   | ۱۳/۲۲°                     | ۱۳/۲۳°                     | ۳۰/۱۳°                      | ۸۰/۱۰°                                    |                            |
| زره                                   | بدنه(درجه/میلی‌متر)                    | سازه فوقانی                           | اطراف                                 | ۱۳/۲۲°                     | ۱۳/۲۳°                     | ۳۰/۱۰°                      | ۵۰/۰°                                     |                            |
| زره                                   | بدنه(درجه/میلی‌متر)                    | سازه فوقانی                           | پشت                                   | ۱۳/۱۷°                     | ۱۳/۰°                      | ۱۳/۲۰°                      | ۲۰/۱۵°                                    | ۵۰/۱۰°                     |
| زره                                   | بدنه(درجه/میلی‌متر)                    | سازه فوقانی                           | سقف                                   | ۶/۸۲°                      | ۶/۸۳°                      | ۶/۹۰°                       | ۱۰/۸۲٫۵°                                  | ۲۵/۹۰°                     |
| زره                                   | بدنه(درجه/میلی‌متر)                    | بدنه اصلی                             | جلو                                   | ۱۳/۲۷°                     | ۱۳/۲۷°                     | ۱۳/۲۵°                      | ۳۰/۲۰°                                    | ۸۰/۲۰°                     |
| زره                                   | بدنه(درجه/میلی‌متر)                    | بدنه اصلی                             | اطراف                                 | ۱۳/۰°                      | ۱۳/۰°                      | ۱۳/۰°                       | ۲۰/۰°                                     | ۵۰/۰°                      |
| زره                                   | بدنه(درجه/میلی‌متر)                    | بدنه اصلی                             | پشت                                   | ۱۳/۱۹°                     | ۱۳/۱۵°                     | ۱۳/۲۰°                      | ۲۰/۳۰°                                    | ۵۰/۱۴°                     |
| زره                                   | بدنه(درجه/میلی‌متر)                    | بدنه اصلی                             | کف                                    | ۶/۹۰°                      | ۶/۹۰°                      | ۶/۹۰°                       | ۱۰/۹۰°                                    | ۲۵/۹۰°                     |
| زره                                   | ابتدای لوله (میلی‌متر)                 | ابتدای لوله (میلی‌متر)                 | ابتدای لوله (میلی‌متر)                 | ۱۳                         | ۱۳                         | بدون برجک                   | ۳۰                                        | ۸۰                         |
| دوره تولید                            | دوره تولید                            | دوره تولید                            | دوره تولید                            | ۱۹۳۶-۱۹۳۴                  |                            |                             |                                           |                            |
| تولیدکننده                            | تولیدکننده                            | تولیدکننده                            | تولیدکننده                            | هنشل، کروپ، ام‌آان و دایملر | هنشل، کروپ، ام‌آان و دایملر | هنشل، کروپ، ام‌آان و دایملر  | هنشل، کروپ، ام‌آان و دایملر                | هنشل، کروپ، ام‌آان و دایملر |